# Niels Schneider

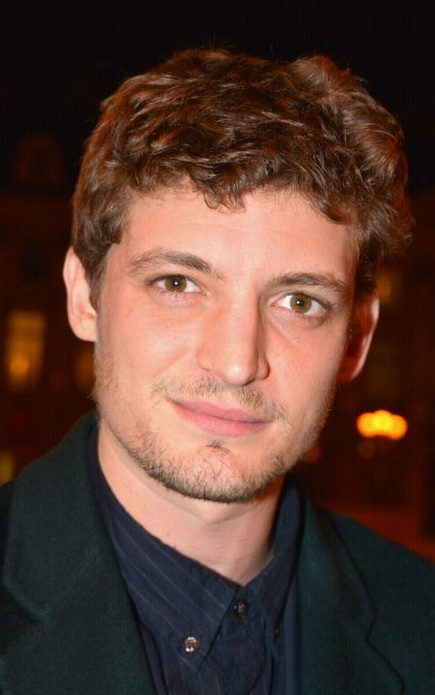
Niels Schneider (2017)

Niels Schneider (* 18. Juni 1987 in Paris, Frankreich) ist ein frankokanadischer Schauspieler.

## Leben
Niels Schneiders Eltern sind das ehemalige Mannequin Isabelle Schneider und Jean-Paul Schneider, ein kanadischer Schauspieler, Regisseur und Gründer einer Theaterschule in Montréal. Bereits in seiner Kindheit begleitete er seinen Vater bei dessen Theaterengagements. Auch sein älterer Bruder, Vadim Schneider (1986–2003), war Schauspieler. Er verunglückte im Alter von 16 Jahren tödlich, als er mit der Schauspielerin Jaclyn Linetsky mit einem Auto zu den Aufnahmen der ersten Staffel von Matchball für die Liebe unterwegs war. Seine eigene Karriere begann Niels Schneider im gleichen Alter am Theater, bevor er von 2007 an in kanadischen Filmen in Erscheinung trat. Unter anderem war er in I Killed My Mother und Herzensbrecher des Nachwuchsregisseurs Xavier Dolan zu sehen. Für seine Darstellung des auf Rache sinnenden Kleinkriminellen Pier Ulmann in Arthur Hararis Filmdrama Schwarzer Diamant gewann er 2017 den französischen Filmpreis César für den besten Nachwuchsdarsteller. Vier Jahre später erhielt er für seine Hauptrolle in dem Beziehungsdrama Leichter gesagt als getan (2020, Regie Emmanuel Mouret) eine César-Nominierung. Im Jahr 2023 drehte Woody Allen mit ihm in einer der Hauptrollen seinen ersten französischsprachigen Film, Ein Glücksfall.

## Filmografie
- 2009: I Killed My Mother (J’ai tué ma mère)
- 2010: Herzensbrecher (Les amours imaginaires)
- 2011: Blue Moon – Als Werwolf geboren (The Howling: Reborn)
- 2011: Zwei in der Nacht (Val d’or) (Fernsehfilm)
- 2012: Atomic Age (L’âge atomique)
- 2013: Odysseus (Fernsehserie, zwölf Folgen)
- 2013: Begegnungen nach Mitternacht (Les rencontres d’après minuit)
- 2013: Opium
- 2014: Ein Augenblick Liebe (Une rencontre)
- 2014: Gemma Bovery – Ein Sommer mit Flaubert (Gemma Bovery)
- 2016: Schwarzer Diamant (Diamant noir)
- 2016: Dalida
- 2018: La femme la plus assassinée du monde
- 2018: An Impossible Love (Un amour impossible)
- 2018: Ad Vitam – In alle Ewigkeit (Ad Vitam) (Fernsehserie, sechs Folgen)
- 2018: Ein Volk und sein König (Un peuple et son roi)
- 2018: Falsche Poesie (Rossz versek)
- 2019: Curiosa – Die Kunst der Verführung (Curiosa)
- 2019: Die Frau meines Bruders (La femme de mon frère)
- 2019: Sibyl – Therapie zwecklos (Sibyl)
- 2019: Revenir
- 2019: Sympathie pour le diable
- 2020: Leichter gesagt als getan (Les choses qu’on dit, les choses qu’on fait)
- 2021: TOTƎMS (Serie)
- 2021: Sentinelle Sud
- 2023: Coup de chance

## Auszeichnungen
- 2017: César in der Kategorie Bester Nachwuchsdarsteller für Schwarzer Diamant